# Giorgio Ravegnani
Giorgio Ravegnani (Milano, 1948) è un bizantinista italiano, professore di storia bizantina all'Università Ca' Foscari di Venezia.

## Biografia
Nel 1972 ha conseguito la laurea in lettere ad indirizzo classico; in seguito è stato assunto come segretario dell'Istituto "Venezia e l'Oriente" della Fondazione Giorgio Cini.
Nel 1979 ha iniziato la sua carriera di docente di storia bizantina presso l'Università di Venezia, nel Dipartimento di Studi Umanistici. Si è prevalentemente occupato dei trattati fra la repubblica di Venezia e l'impero bizantino dal X secolo al XV secolo.

## Opere
- Le biblioteche del Monastero di San Giorgio Maggiore, L. S. Olschki, Firenze 1976
- Castelli e città fortificate nel VI secolo, Edizioni del girasole, Ravenna 1983
- La corte di Bisanzio, Essegi, Ravenna 1984; Jouvence, Roma 1989
- Soldati di Bisanzio in età giustinianea, Jouvence, Roma 1988
- La corte di Giustiniano, Roma, Jouvence, 1989.
- Insegne del potere e titoli ducali, in Storia di Venezia, Istituto della Enciclopedia italiana Treccani, 1992, pp. 829-846
- Giustiniano, Giunti & Lisciani, Teramo 1993
- I trattati con Bisanzio 992-1285, (2 voll. con Marco Pozza), Il cardo, Venezia 1993-1996
- Orientamenti storiografici sull'Italia bizantina, in Italia-Grecia: temi e storiografie a confronto, Istituto ellenico di studi bizantini e postbizantini, Venezia 2001, pp.12-26
- I bizantini e la guerra : l'età di Giustiniano, Jouvence, 2004, ISBN 88-7801-331-5, OCLC 58394298.
- La storia di Bisanzio, Roma, Jouvence, 2004, ISBN 88-7801-353-6, OCLC 55199246.
- I bizantini in Italia, Il mulino, 2004, ISBN 88-15-09690-6, OCLC 799591311.
- Bisanzio e Venezia, Il mulino, 2006, ISBN 88-15-10926-9, OCLC 66372865.
- Introduzione alla storia bizantina, Il mulino, 2008  [2006], ISBN 978-88-15-12679-5, OCLC 799691379.
- Imperatori di Bisanzio, Il mulino, 2008, ISBN 978-88-15-12174-5, OCLC 799997754.
- Soldati e guerre a Bisanzio : il secolo di Giustiniano, Il mulino, 2009, ISBN 978-88-15-13044-0, OCLC 365050656.
- Bisanzio e le crociate, Il mulino, 2011, ISBN 978-88-15-14956-5, OCLC 799583078.
- Gli esarchi d'Italia, 1ª ed., ed, Aracne, 2011, ISBN 978-88-548-4005-8, OCLC 721866568.
- La caduta dell'impero romano, Il mulino, 2012, ISBN 978-88-15-23940-2, OCLC 798053403.
- Il doge di Venezia, Il mulino, 2013, ISBN 978-88-15-24464-2, OCLC 905553051.
- La vita quotidiana alla fine del mondo antico, Il mulino, 2015, ISBN 978-88-15-25060-5, OCLC 911267614.
- Teodora, Salerno editrice, 2016, ISBN 978-88-6973-149-5, OCLC 966261378.
- Andare per l'Italia bizantina, Il mulino, 2016, ISBN 978-88-15-26419-0, OCLC 946308982.
- G. Ravegnani-Dedo di Francesco, Eleonora d'Aquitania e il suo tempo, Robin, 2017, ISBN 978-88-6740-967-9, OCLC 104593603.
- Il traditore di Venezia : vita di Marino Falier doge, Laterza, 2017, ISBN 978-88-581-2715-5, OCLC 980298253.
- Galla Placidia, Il mulino, 2017, ISBN 978-88-15-27052-8, OCLC 993945934.
- G. Ravegnani-Dedo di Francesco, Medioevo (quasi) inconsueto, Robin, 2017, ISBN 978-88-7274-114-6, OCLC 1030365505.
- G. Ravegnani-Dedo di Francesco, Donne d'arte, d'intrighi e di guerre. Storie di donne che hanno segnato la storia, Robin, 2018, ISBN 978-88-7274-325-6, OCLC 1124655489.
- Ezio. L'ultimo dei Romani, il generale che sconfisse Attila prima della caduta dell'Impero, Roma, Salerno, 2019, ISBN 978-88-697-3302-4, OCLC 1078962588.
- Bisanzio e l'Occidente medievale, Bologna, Il Mulino, 2019, ISBN 978-88-152-8316-0.
- L'età di Giustiniano, Roma, Carocci, 2019, ISBN 978-88-430-9831-6.